# Margaret Mead
Margaret Mead (ur. 16 grudnia 1901 w Filadelfii, zm. 15 listopada 1978 w Nowym Jorku) – amerykańska antropolożka kulturowa. Badała ludy Oceanii i wyróżniła trzy typy kultury: postfiguratywną, kofiguratywną i prefiguratywną. 
Autorka głośnej książki Dojrzewanie na Samoa. Opis wolnej miłości ludów pierwotnych, który w niej zawarła, przyczynił się do rewolucji seksualnej lat 60. XX wieku.
Laureatka Nagrody Kalinga od UNESCO.

## Życiorys

### Edukacja i kariera

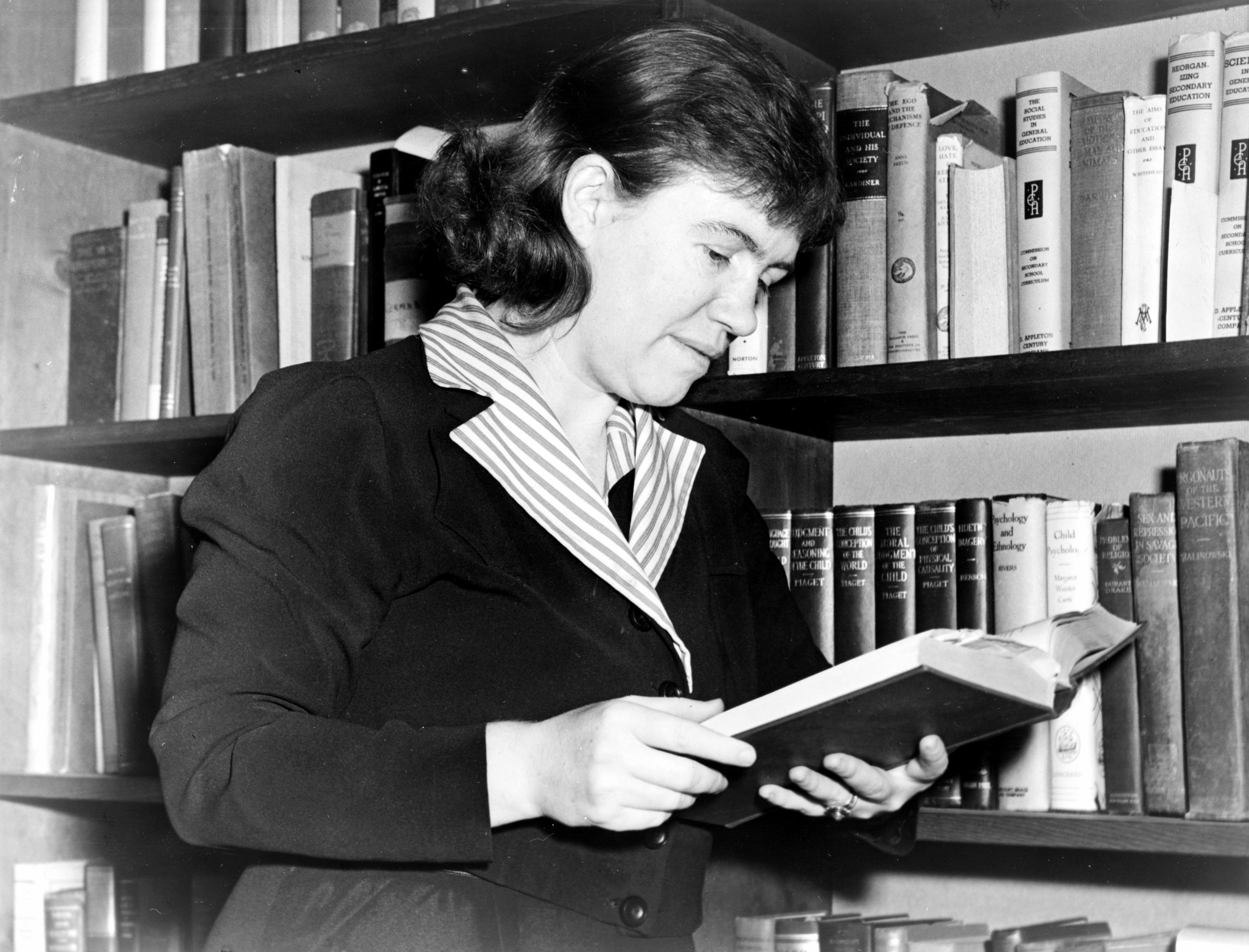
Mead (ok. 1950)

Mead uzyskała tytuł licencjata w Barnard College w 1923, a następnie rozpoczęła studia pod kierunkiem profesora Franza Boasa i Ruth Benedict na Uniwersytecie Columbia, uzyskując tytuł magistra w 1924.
W 1925 wyruszyła do prowadzenia prac terenowych na Samoa. W 1926 dołączyła do Amerykańskiego Muzeum Historii Naturalnej w Nowym Jorku jako asystentka kustosza zbiorów etnologicznych. Doktoryzowała się na Uniwersytecie Columbia w 1929.
Mead badała ludy Oceanii. Do 1939 odbyła pięć wypraw terenowych. Pierwsza badania miały miejsce na wyspie Taʻū (archipelag Samoa, 1925–1926), drugie na wyspie Manus (północno-wschodnie wybrzeże Nowej Gwinei, 1928–1929), następnie badała Omahów (1930) i nowogwinejskie plemiona (1931–1933), a na koniec mieszkańców Bali (1936–1938). W trakcie badań doszła do wniosku, że za zachowania człowieka odpowiedzialne są warunki środowiskowe, a nie genetyka. Jest autorką licznych publikacji, w tym najbardziej znanej (i kontrowersyjnej) pracy Dojrzewanie na Samoa (wyd. polskie 1986), w której opisała idylliczne życie preindustrialnej społeczności.
Podczas II wojny światowej, Mead była sekretarzem wykonawczym komisji ds. nawyków żywieniowych przy Krajowej Radzie Naukowej. W latach 1946–1969 pełniła funkcję kustosza etnologii w Amerykańskim Muzeum Historii Naturalnej. W 1948 została członkinią Amerykańskiej Akademii Sztuki i Nauki. Uczyła w The New School w Nowym Jorku oraz w Bernard College na Uniwersytecie Columbia, gdzie w latach 1954–1978 pełniła funkcję adiunkta. W latach 1968–1970 była profesorem antropologii oraz przewodniczącą Wydziału Nauk Społecznych w Lincoln Center na Uniwersytecie Fordham, gdzie założyła wydział antropologii. W 1960 pełniła funkcję prezesa Amerykańskiego Towarzystwa Antropologii, zajmowała także różne stanowiska w Amerykańskim Stowarzyszeniu Postępu Nauki, na przykład w 1976 była jego prezesem, a w 1976 przewodniczącą komitetu wykonawczego rady dyrektorów. Była rozpoznawalną postacią w środowisku akademickim. Podążając za przykładem Ruth Benedict, Mead w swoich badaniach skoncentrowała się na zjawiskach związanych z wychowaniem dzieci, kształtowaniem się osobowości oraz relacjami tych zjawisk z kulturą. W późniejszym okresie życia, Mead była mentorem wielu młodych antropologów i socjologów, w tym Jean Houston.

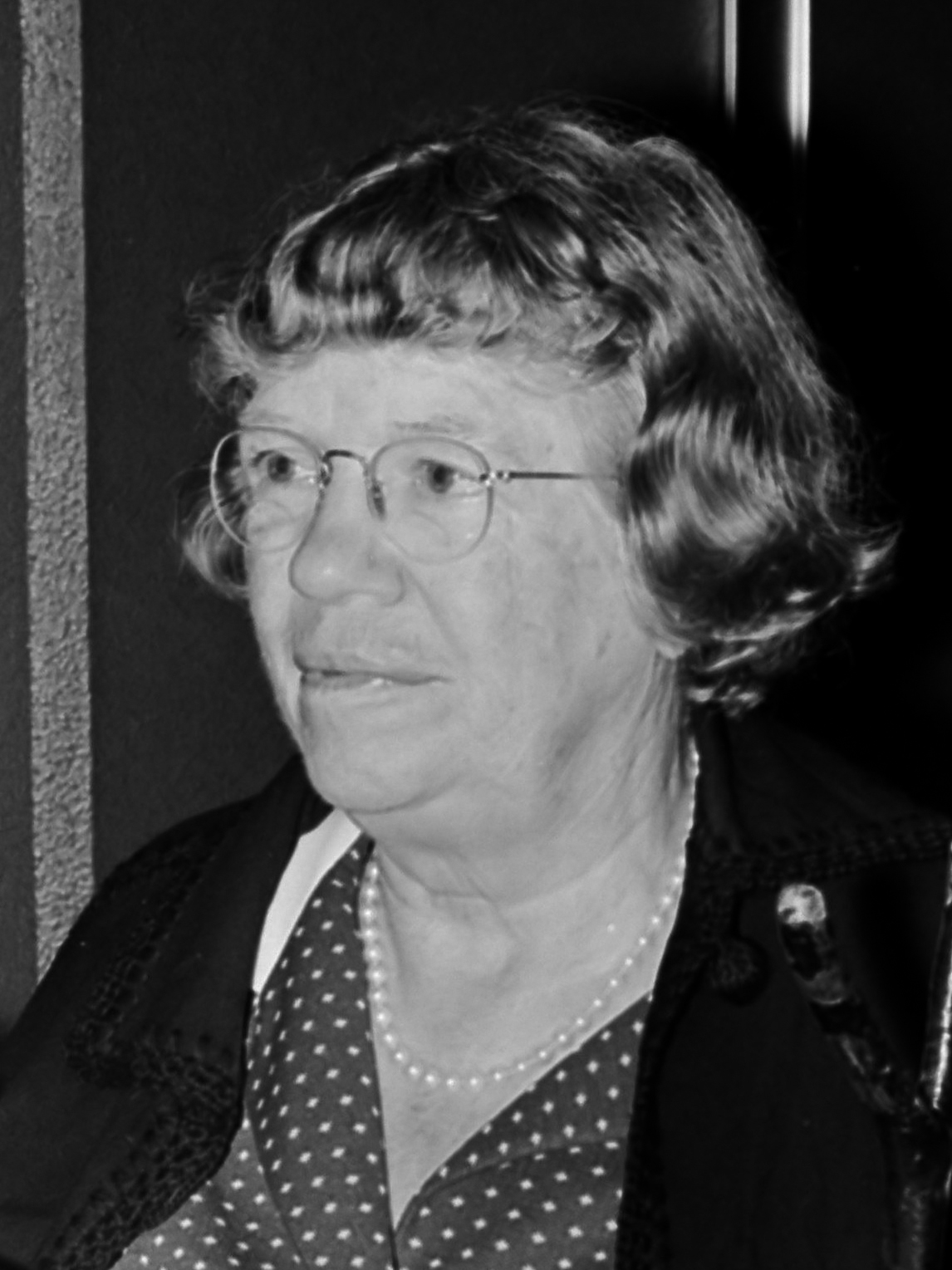
Mead (1972)

Mead zmarła na raka trzustki 15 listopada 1978 roku. 
Znana była z odważnych wypowiedzi na temat praw kobiet i moralności seksualnej. 

Popularnym aforyzmem jej autorstwa była wypowiedź:

Nigdy nie wątp, że mała grupa myślących i oddanych obywateli może zmienić świat. W rzeczywistości tak zawsze się działo.

### Życie prywatne
Jej matką była Emily Fogg, nauczycielka i działaczka społeczna, a ojcem Edward Sherwood Mead, profesor na uniwersytecie w Pensylwanii. Margaret miała dwie młodsze siostry i brata: Elizabeth Mead (1909–1983) była artystką i nauczycielką, żoną Williama Steiga, ilustratora i rysownika komiksów, natomiast Priscilla Ann "Pam" Mead (1911–1959) była absolwentką University of Chicago i pierwszą żoną autora Leo Rostena. Brat Richard został profesorem. 
Trzykrotnie wychodziła za mąż: pierwszym mężem był Luther Cressman (1923–1928), Amerykanin, studiował teologię, a później zajmował się antropologią. Drugi mąż (w latach 1928–1935) Nowozelandczyk Reo Fortune był absolwentem University of Cambridge. Trzecie i trwające najdłużej małżeństwo (w latach 1936–1950) Mead zawarła z antropologiem Gregorym Batesonem. Ich córka, Mary Catherine Bateson (1939–2021), również została antropolożką.
Mead miała również wyjątkowo bliskie stosunki z Ruth Benedict, jedną z jej wykładowczyń. W swoim pamiętniku Mary Catherine Bateson zaznacza, że związek pomiędzy Benedict i Mead był częściowo intymny. Mead nigdy nie mówiła otwarcie o swoim biseksualizmie, jednak można tak wnioskować na podstawie szczegółów jej związku z Benedict. Stwierdziła też ona, że orientacja seksualna danej osoby może rozwijać się przez całe życie.
W ostatnich latach życia współpracowała z antropolożką Rhodą Métraux. Z listów, które do siebie pisały, opublikowanych w 2006 za zgodą córki Mead jasno wynika, że łączył je romantyczny związek.

## Dojrzewanie na Samoa
W przedmowie Dojrzewania na Samoa (Coming of Age Samoa), Franz Boas, napisał doniośle:

Uprzejmość, skromność, dobre maniery, zgodność z określonymi normami etycznymi są uniwersalne, ale to co stanowi uprzejmość, skromność, bardzo dobre maniery i precyzyjne standardy etyczne nie są uniwersalne. Dobrze jest wiedzieć, że normy różnią się w najbardziej nieoczekiwany sposób.

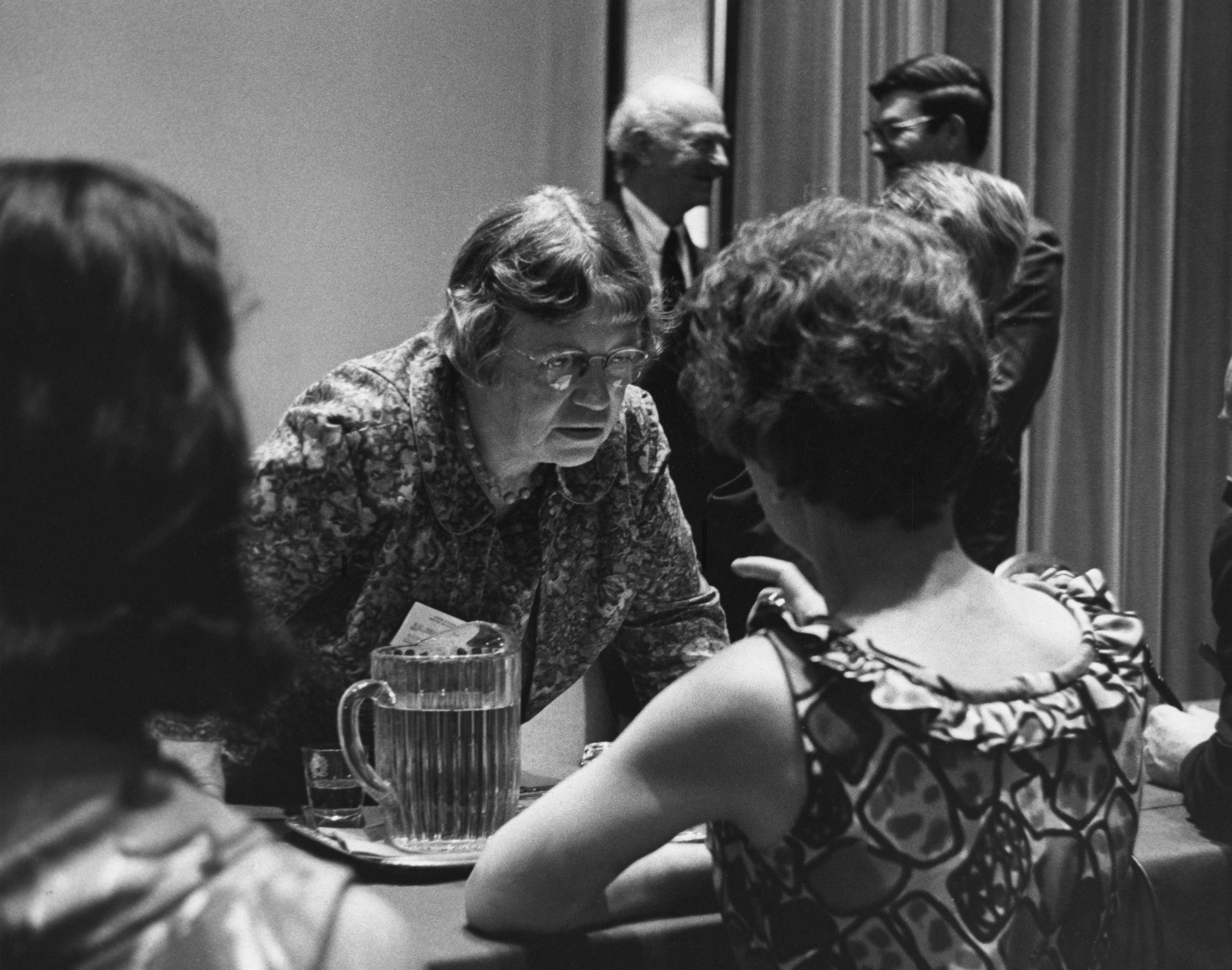
Mead na New York Academy of Sciences (1968)

Ustalenia Mead sugerowały, że społeczność ignoruje zarówno chłopców, jak i dziewczęta, dopóki nie osiągną wieku około 15–16 lat. Wcześniej, dzieci nie mają pozycji społecznej w społeczności. Mead stwierdziła również, że małżeństwo jest uważane za procedurę społeczną i gospodarczą, w której brane są pod uwagę bogactwo, pozycja i umiejętność współpracy męża z żoną.
W 1983, pięć lat po śmierci Mead, nowozelandzki antropolog Derek Freeman, opublikował książkę Margaret Mead and Samoa: The Making and Unmaking of an Anthropological Myth, w której zakwestionował główne wnioski Mead o seksualności Samoa w społeczeństwie. Wskazywał, że społecznością samoańską wcale nie kieruje większa swoboda obyczajów niż innymi społecznościami prymitywnymi, a dane zebrane przez Mead były raczej fantazjami informujących ją miejscowych dziewcząt i nie spełniały kryteriów naukowości. Krytyka wywołała kontrowersje. Grupa badaczy starała się wykazać, że jest ona oparta na wątpliwej metodyce i na gotowych tezach. Niezależnie od tego, jej opis wolnej miłości ludów pierwotnych przyczynił się do rewolucji seksualnej lat 60. XX wieku.
W 1999 Freeman opublikował kolejną książkę The Fateful Hoaxing of Margaret Mead: A Historical Analysis of Her Samoan Research włączając w to wcześniej niedostępny materiał. Od tego momentu większość antropologów bardzo krytycznie podchodziło do argumentów Freemana. Częsta krytyka była spowodowana tym, że Freeman źle interpretował badania i wywiady Mead.

## Spuścizna
19 stycznia 1979 prezydent Jimmy Carter ogłosił, że przyznaje Mead pośmiertnie Medal Wolności. Andrew Young, amerykański ambasador przy ONZ, wręczył nagrodę córce Mead w specjalnym programie, sponsorowanym przez American Museum of Natural History, gdzie spędziła wiele lat swojej kariery. Cytat z mowy wygłoszonej na jej cześć:

Margaret Mead była zarówno uczennicą cywilizacji, jak i jej wzorem. Milionom odbiorców przedstawiła kluczowe zrozumienie antropologii kulturowej: wyraziła, że zróżnicowane wzorce kulturowe wyraża się podstawową jednostką ludzką. Opanowała tę dyscyplinę, ale także przekroczyła ją. Dzielna, niezależna, mówiąca zrozumiale, nieustraszona, pozostaje wzorem dla młodych i nauczycieli, od których wszystkiego można się uczyć.

Teledysk do „If Everyone Cared” zespołu Nickelback kończy się jej cytatem: „Nigdy nie wątp, że mała grupa myślących i oddanych obywateli może zmienić świat. W rzeczywistości tak zawsze się działo”.
Ponadto, istnieje kilka szkół nazwanych imieniem Margaret Mead w Stanach Zjednoczonych: Gimnazjum w Elk Grove Village (Illinois), szkoły podstawowe w Sammamish (Waszyngton) i w Sheepshead Bay (Brooklyn, Nowy Jork).

## Główne koncepcje

### Wzory kultury
Margaret Mead wyróżniła 3 typy kultury:
- postfiguratywna – wzory kulturowe przekazują ludzie starsi, są przewodnikami, pośrednikami między przeszłością a czasami obecnymi. Społeczność opiera się na tradycji, a zachowanie niezgodne z tradycją może skutkować wykluczeniem z danej grupy.
- kofiguratywna – ukierunkowana na teraźniejszość, wzory kulturowe są przekazywane przez pokolenie średnie, zaczynają dominować rówieśnicy, a pokolenie starszych jest marginalizowane.
- prefiguratywna – skutek szybkich zmian i wielokulturowości. Starsze pokolenie nie nadąża za zmianami, w związku z czym dawne wzorce kulturowe już się nie sprawdzają i zaczyna dominować pokolenie młodych.

## Twórczość

### Jako jedyna autorka
- Dojrzewanie na Samoa (Coming of Age in Samoa, 1928[12]), wyd. pol. w: Trzy studia. Dojrzewanie na Samoa; Dorastanie na Nowej Gwinei. 3, Płeć i charakter w trzech społecznościach pierwotnych, Państwowy Instytut Wydawniczy, 1986.
- Dorastanie na Nowej Gwinei (Growing Up In New Guinea, 1930[13]), wyd. pol. w: Trzy studia. Dojrzewanie na Samoa; Dorastanie na Nowej Gwinei. 3, Płeć i charakter w trzech społecznościach pierwotnych, Państwowy Instytut Wydawniczy, 1986.
- The Changing Culture of an Indian Tribe (1932).
- Płeć i charakter w trzech społecznościach pierwotnych (Sex and Temperament in Three Primitive Societies, 1935), wyd. pol. w: Trzy studia. Dojrzewanie na Samoa; Dorastanie na Nowej Gwinei. 3, Płeć i charakter w trzech społecznościach pierwotnych, Państwowy Instytut Wydawniczy, 1986.
- And Keep Your Powder Dry: An Anthropologist Looks at America (1942).
- Mężczyźni i kobiety (Male and Female, 1949)[14] wyd. pol. Wydawnictwo: Vis-a-vis / Etiuda, 2013.
- New Lives for Old: Cultural Transformation in Manus, 1928–1953 (1956).
- People and Places (1959; książka dla młodych czytelników).
- Continuities in Cultural Evolution (1964).
- Kultura i tożsamość: studium dystansu międzypokoleniowego (Culture and Commitment, 1970) wyd. pol. PWN, 1978.
- The Mountain Arapesh: Stream of events in Alitoa (1971).
- Blackberry Winter: My Earlier Years (1972; autobiografia)[15].

### Jako redaktorka i współautorka
- Cultural Patterns and Technical Change, editor (1953).
- Primitive Heritage: An Anthropological Anthology, edited with Nicholas Calas (1953).
- An Anthropologist at Work, editor (1959, reprinted 1966; a volume of Ruth Benedict’s writings).
- The Study of Culture at a Distance, edited with Rhoda Metraux, 1953.
- Themes in French Culture, with Rhoda Metraux, 1954.
- The Wagon and the Star: A Study of American Community Initiative co-authored with Muriel Whitbeck Brown, 1966.
- A Rap on Race, with James Baldwin, 1971.
- A Way of Seeing, with Rhoda Metraux, 1975.